# Derrumbe de la mina El Teniente de 2025
El derrumbe de la mina El Teniente ocurrió la tarde del 31 de julio de 2025, cuando un sismo de magnitud 4,2 según el Centro Sismológico Nacional de Chile y de 5,0 según el USGS, provocó un colapso al interior de la mina El Teniente de Codelco, en la Región de O'Higgins en Chile, dejando seis trabajadores fallecidos y nueve lesionados, siendo el accidente más grave en dicha faena en los últimos años.

## Antecedentes
El Teniente es una mina de cobre chilena, ubicada bajo el cerro del mismo nombre, a 50 kilómetros al este de la ciudad de Rancagua y a 2300 m s. n. m. Es operada por la empresa estatal Codelco, siendo su yacimiento más austral. Se compone de más de 4500 km de galerías subterráneas, por lo que se considera la mina subterránea de cobre más grande del mundo, y además opera en la modalidad de cielo abierto. 
En los años 2020, comenzaron a desarrollarse diversos proyectos de ampliación para reemplazar sectores del yacimiento en proceso de agotamiento y extender en 50 años la vida productiva de la mina, con una estrategia de profundización gradual y una inversión total de US$ 3.200 millones. Para el año 2023 se estimaba la explotación del Nuevo Nivel Mina a partir de tres sectores simultáneamente: en la cota 2.060 msnm (sector denominado «Diamante»); en la cota 2.030 msnm (sector denominado «Andesita»; y en la cota 1.880 msnm (sector denominado «Andes Norte»).

## Eventos
De acuerdo con datos del Servicio Nacional de Geología y Minería (Sernageomin) y el Centro Sismológico Nacional, el 31 de julio de 2025 «a las 17:34 horas se registró un sismo de magnitud 4.2 (R), ubicado a 37 km al noreste de Rancagua provocando un derrumbe al interior de la mina “Andesita” perteneciente a la División “El Teniente”, comuna de Machalí». El movimiento sísmico que causó el derrumbe ocurrió aproximadamente a 400 o 500 metros del sector Andesita.
A su vez, de acuerdo a lo inicialmente informado por la empresa, se informó que el sismo habría sido producido por labores de perforación de la propia faena minera:

Estamos a 1.200 metros de profundidad en El Teniente 8, que es 300 metros más profundo que el nivel en que estábamos operando antes. Entonces, la roca reacciona cuando uno -con la fuerza del trabajo humano, el equipamiento, las máquinas- construye túneles, genera los piques, construye todos los niveles de perforación que requiere la infraestructura para estar dentro. Estos movimientos sísmicos son movimientos que se generan como una reacción de la roca a la actividad de perforación que hacemos en minería subterránea.
Máximo Pacheco Matte, presidente del directorio de Codelco.

Sernageomin se encargará de llevar a cabo una investigación para determinar las condiciones que llevaron al derrumbe, aunque se desliza la hipótesis de un estallido de roca, esto es, la liberación repentina y violenta de energía acumulada en la roca, generalmente debido a excavación subterránea en zonas de alta tensión, sobre la base de los relatos de mineros que estaban en la faena al momento del desastre, quienes relataron que escucharon un fuerte estruendo junto con desprendimiento de material en una de las galerías del yacimiento.
Tras el evento sísmico se activaron los protocolos de evacuación en el sector Andesita, donde trabajan cerca de 500 personas, y en el yacimiento, donde trabajaban 2.500 personas.

## Consecuencias
Como resultado de un desprendimiento de roca en el sector, se reportó el fallecimiento de un trabajador contratista de la empresa Salfa Montajes, en el poniente del yacimiento, una de las cotas más profundas de El Teniente. Asimismo, se reportó que otros cinco trabajadores, de la empresa contratista Gardilcic, se encontraban atrapados en la zona norte del Nivel Teniente 7, y que otros nueve resultaron lesionados, dos de ellos politraumatizados de máxima complejidad.
Hacia las 09:20 del viernes 1 de agosto, los trabajadores que quedaron atrapados en el sector Teniente 7 no habían podido ser contactados, debido a que la galería en la que se encuentran está colapsada, pero de acuerdo con lo informado por el gerente general de la mina, Andrés Music, su ubicación era conocida y se estaban realizando labores de rescate para llegar ellos. Codelco informó que la zona de rescate era de alto riesgo, con réplicas sísmicas en curso, pero que se estaban realizando trabajos de remoción de material y despeje de la zona con maquinaria teleoperada, para llegar lo antes posible a las personas atrapadas.
El 2 de agosto, equipos de rescate encontraron los restos de uno de los cinco mineros atrapados, aumentando el número de víctimas fatales a dos. A las 02:00 del domingo 3 de agosto, Codelco confirmó el hallazgo de dos cuerpos sin vida de trabajadores que permanecían desaparecidos, y horas más tarde se confirmó otro cuerpo encontrado. Finalmente, en la tarde del domingo 3 se confirmó el hallazgo del cuerpo del último minero atrapado.
Las autoridades, en conjunto con la empresa estatal Codelco, iniciaron una investigación para determinar las causas del colapso y posibles responsabilidades, mientras que el Gobierno anunció el reforzamiento de protocolos de seguridad en faenas de minería subterránea. Por su parte, la Fiscalía Regional de O'Higgins anunció la apertura de una investigación criminal por el cuasidelito de homicidio tras el derrumbe, y el presidente de Chile, Gabriel Boric, suspendió un viaje a la región del Biobío por la tragedia en El Teniente y junto con enviar condolencias a la familia del trabajador fallecido, informó que instruyó a la ministra de Minería, Aurora Williams, acudir a coordinar en terreno todas las acciones necesarias para rescatar a los mineros atrapados.

## Duelo nacional y homenajes
A las 17:51 del día 3 de agosto, el presidente de Chile Gabriel Boric decretó duelo nacional por la muerte de los 6 mineros por el derrumbe.
El Club Deportivo O'Higgins, originario de la ciudad de Rancagua y con amplia historia en conjunto con la División El Teniente de Codelco, homenajearon a los fallecidos en el partido de Liga de Primera frente a Unión La Calera, con un minuto de silencio y el ingreso por parte del capitán del equipo celeste Juan Ignacio Díaz con un casco minero en representación de aquellas personas fallecidas en el derrumbe. Otros equipos del fútbol chileno como Colo-Colo, Universidad de Chile, Cobreloa y Cobresal, estos dos últimos de administración ligada a la minería, homenajearon a los fallecidos en sus respectivos partidos. 

## Lista de fallecidos
Lista oficial de los fallecidos en el derrumbe publicado en los medios oficiales de Codelco. Los cinco últimos en la lista estuvieron desaparecidos al interior de la mina.

- Paulo Marín
- Gonzalo Núñez
- Carlos Arancibia
- Jean Miranda
- Alex Araya
- Moisés Pavez